# Región Occidental Norte
La región Occidental Norte es una región de Ghana creada en 2019.  La región limita con Costa de Marfil (distrito de Comoé) al oeste, la región Central al sureste y con Ashanti, Ahafo, Bono Oriental y Bono. La región Norte Occidental tiene las precipitaciones más altas de Ghana, exuberantes colinas verdes y suelos fértiles. Existen numerosas empresas mineras de oro de pequeña y gran escala en la región. La cultura étnica de la región está dominada por los sefwis. Los principales idiomas que se hablan son sefwi, akán, francés e inglés.

## Historia
La Región Norte Occidental es una región creada a partir de la Región Occidental. Esta nueva región fue en cumplimiento de una promesa hecha por el Nuevo Partido Patriótico antes de las elecciones generales de Ghana de 2016. Al ganar las elecciones, el presidente, Nana Akufo-Addo, creó el Ministerio de Reorganización Regional para supervisar la formulación e implementación de políticas. En total, se crearon seis nuevas regiones a partir de las diez regiones existentes de Ghana. Las otras nuevas regiones son las regiones de Bono East, Ahafo, Sabana, Norte Oriental y Oti.
La ejecución de los planes para la creación de las regiones fue cedida al recién creado Ministerio de Reorganización y Desarrollo Regional que estaba bajo la dirección de Dan Botwe.  En marzo de 2017, el ministerio envió el plan para la creación de la región junto con otros al Consejo de Estado. El consejo se reunió más de 36 veces desde el momento de la presentación hasta agosto de 2017. La etapa final para la creación de la región se decidió a través de un referéndum entre los habitantes del área de la nueva región el 27 de diciembre de 2018.

## Distritos
La Región Norte Occidental de Ghana contiene nueve distritos ordinarios (mientras que el resto de la Región Occidental está compuesta por 1 distrito metropolitano, 2 municipales y 13 distritos ordinarios) de la siguiente manera:
| #     | District                     | Capital          | Población Censo 2010 | Población Proyección 2019 |
| ----- | ---------------------------- | ---------------- | -------------------- | ------------------------- |
| 2     | Aowin                        | Enchi            | 117,886              | 154,661                   |
| 3     | Bia Este                     | Adabokrom        | 27,393               | 37,108                    |
| 4     | Bia Oeste                    | Essam            | 88,939               | 111,355                   |
| 5     | Bodi                         | Bodi             | 53,314               | 68,055                    |
| 8     | Joboso                       | Juaboso          | 58,435               | 77,678                    |
| 12    | Sefwi Akontombra             | Sefwi Akontombra | 82,467               | 108,266                   |
| 13    | Sefwi Bibiani-Ahwiaso Bekwai | Bibiani          | 123,272              | 160,844                   |
| 14    | Sefwi Wiawso                 | Wiawso           | 139,200              | 182,510                   |
| 17    | Suaman                       | Dadieso          | 20,529               | 27,832                    |
| Total | Total                        |                  | 658,835              | 928,309                   |